# Last Fair Deal Gone Down
Last Fair Deal Gone Down ist das fünfte Studioalbum der schwedischen Metal-Band Katatonia. Es erschien im Jahr 2001 bei Peaceville Records.

## Entstehung und Veröffentlichung
Nach Tonight’s Decision wurde Fred Norrmans Bruder Mattias neuer Bassist und Daniel Liljekvist Schlagzeuger. Katatonia tourten in dieser Besetzung Ende 1999 mit Paradise Lost in Skandinavien und Anfang 2000 mit Opeth in Polen und den Vereinigten Staaten. Anschließend nahmen sie, über mehrere Monate verteilt, ein neues Album auf. Musik und Texte stammten von Anders Nyström, Jonas Renkse und Fred Norrman. Last Fair Deal Gone Down wurde von Tomas Skogsberg, Jocke Petterson und der Band produziert und von Peter In De Betou gemastert. Travis Smith zeichnete für das Artwork verantwortlich. Das Album ist vermutlich nach einem Stück von Robert Johnson benannt. Es wurde 2004 und 2011 in remasterter Fassung und mit Bonus-Titeln (von den EPs Teargas und Tonight’s Music) neu aufgelegt und erschien 2007 auch auf LP.

## Titelliste
1. Dispossession – 5:33
2. Chrome – 5:11
3. We Must Bury You – 2:48
4. Teargas – 3:22
5. I Transpire – 5:54
6. Tonight’s Music – 4:17
7. Clean Today – 4:22
8. The Future of Speech – 5:38
9. Passing Bird – 3:35
10. Sweet Nurse – 3:53
11. Don’t Tell a Soul – 5:42

Bonus-Titel 2004
1. Sulfur – 6:22
2. March 4 – 3:51
3. Help Me Disappear – 5:13

Bonus-CD 2011
1. Sulfur – 6:22
2. March 4 – 3:51
3. Help Me Disappear – 5:13
4. O How I Enjoy the Light (Palace-Cover) – 2:44

## Stil
Auch auf Last Fair Deal Gone Down wird Katatonias charakteristische Mischung aus Dark Rock und Dark Metal mit melancholisch-eingängigen Melodien und harten Riffs weiterentwickelt. Neu sind nun einige Anklänge an den Alternative Rock oder den Stil von The Cure sowie die Verwendung sowohl des Mellotrons als auch elektronischer Klänge. Die Dynamik und die Wechsel zwischen ruhigen Strophen und intensiveren Refrains sind ausgeprägt, das Tempo ist insgesamt etwas höher als auf den beiden Vorgängeralben. Die dichte und emotionale Atmosphäre ist nicht mehr ausschließlich von Melancholie und Verzweiflung gekennzeichnet.

## Rezeption
Das Album wurde von der Presse äußerst positiv aufgenommen. Für Rainer Rathel von powermetal.de gehen Katatonia „anno 2001 wieder eine Spur lebensbejahender zu Werke. Der Hörer bekommt den Eindruck vermittelt, daß für das Quartett nach einer Nacht voller Verzweiflung ein neuer Morgen angebrochen ist“. Wolf-Rüdiger Mühlmann vom Rock Hard lobt insbesondere den Gesang: „Frontmann Jonas Renkse singt impulsiver, emotionaler, packender, ja einfach lebendiger als je zuvor. Vom ewigen Talent ist er zum echten Charismaten aufgestiegen.“ Er resümiert: „Nicht jeder Ohrwurm gibt sich sofort zu erkennen, es bedarf einiger Durchläufe, bis man erkennt, dass jedes der elf Stücke eine wahre Perle ist. Kurz: Dieses Album ist wunderbar!“ Auch Jan Wischkowski von metal.de urteilt: „KATATONIA gelingt es immer wieder, im tiefsten Inneren zu berühren und das Ganze tatsächlich in Ohrwürmer zu verpacken, beinahe unglaublich!“